# Озеро (Вараський район)
О́зеро — село в Каноницькій сільській громаді Вараського району Рівненської області Україні. Населення становить 1564 осіб.
Розміщено в північно-східній частині району. Межує з селами Трипутня та Осова Дубровицького району, Кідри, Каноничі, Новаки, Радижеве та Хіночі Володимирецького району. Відоме з 1629 року. Кількість жителів на 01.01.2011 становить 1492 осіб. Назва села походить від озера, яке розміщено в північно-західній частині села. Відстань автодорогами до районного центру Володимирець — 15 км, до залізничної станції Антонівка — 28 км, до обласного центру Рівне — 150 км. Поблизу села проходить автодорога Вараш — Сарни — Рівне.

## Географія
Село знаходиться на півночі Волинського Полісся біля болота Бохині між річками Стубла і Бережанка. Рельєф рівнинно-хвилястий. Максимальна висота над рівнем моря — +176 м. Клімат помірно-континентальний із м'якою зимою та теплим літом. Середня температура січня — від — 4,8 до −5,4 °C, липня — +18...18,5 °C. Середньорічна кількість опадів коливається від 580 до 620 мм. Ґрунти дерново-підзолисті, глинисто-піщанисті та болотні на меліорованих площах. Ґрунтово-кліматичні умови сприяють вирощуванню жита, пшениці, картоплі та льону. До села прилягають невеликі лісові масиви. Найпоширенішими є сосна, вільха, береза, осика та дуб.
На території села розміщується озеро площею 34,1 га в формі неправильного овалу розмірами осей 750 та 500 м, через яке названо село. На північно-західному березі озера розміщується моренний вал з піску та кременю, що вказує на його післяльодовикове походження. В межах села і поблизу нього з корисних копалин зустрічаються болотна залізна руда, торф і бурштин, запаси яких не визначені через відсутність розвідувальних робіт. Село знаходиться в зоні гарантованого добровільного відселення за наслідками Чорнобильської катастрофи.
За результатами експертизи Національної комісії з питань радіаційного захисту населення, проведеної в 2011—2012 рр. під керівництвом проф. В. В. Талька, встановлено, що за період 2000—2011 рр. середня річна ефективна доза опромінення («паспортна доза») знизилась майже вдвічі. Тому розглядається питання про переведення території села Озеро в зону посиленого радіоактивного контролю (в 4-ту зону).

## Населення
Згідно з історичними джерелами на місцевості, де розміщено село, здавна проживало стародавнє східно-слов'янське плем'я — дуліби. У селі й досі зустрічається прізвище «Дуліпа», яке говорить про те, що жителі села є їх нащадками. Північніше, починаючи від Дубровиці до р. Прип'яті і далі, проживало інше плем'я — дреговичі. Є підстави вважати, що в Озері є також і їхні нащадки, бо поширені тут прізвища «Мороченець» та «Муравинець» говорять про те, що їхні предки прийшли в село з району або сіл Морочного та Муравин (нині Зарічненський район Рівненської області), які знаходяться в ареалі розселення дреговичів — на кордоні з Білоруссю. Можливо, це сталось через пошук найкращих земель для сільського господарства (там заболочена місцевість), або через те, що власник тамтешніх селян в свій час перебрався разом з ними на теперішні терени. Жителів на прізвище «Стібиш» по-вуличному називали «литвинами». Вони самі підтверджують, що походять з литовсько-білоруських теренів. Селяни на прізвище «Гайдиш» мають угорське походження, по-вуличному їх називали «веньгерами». Є також прізвища «Луковець», «Печончик», які, можливо, є вихідцями з сіл Луко та Печонки. З давніх часів у селі проживали також євреї, які мали навіть свою синагогу, та, у міжвоєнний час, невелика кількість поляків. У 1946 році в село прибуло 6 сімей українських переселенців з Холмщини (Польща), що позитивно вплинуло на культурне життя села.
Пізніше, з розвитком комунікацій, у село стали прибувати поселенці з інших сіл та регіонів, населення все більше змішувалося. Зараз село не відрізняється від сусідніх і зближується за мовою та менталітетом з південно-поліськими при відсутності схожості з білоруськими говорами, характерними для півночі Полісся. Відмінним від загальноукраїнської мови є ще вживання корінними жителями села слів «муй кунь», «вул», «стул» замість «мій кінь», «віл», «стіл» та деякі інші особливості. Сучасна молодь поступово засвоює загальноукраїнські правила мовлення.
Усього в селі в 2007—2011 рр. щорічно проживало в середньому близько 1500 чол., кількість дворів становила близько 500, кількість дітей дошкільного віку була в межах 150 чол., шкільного віку — 240, пенсіонерів — 330, працездатного населення — 790 чол. У всіх категоріях населення простежується невелика тенденція до зменшення приблизно на 1 % щороку. Кількість працюючих на підприємствах, в установах, організаціях різних форм власності коливається по роках: 2007 — 143, 2008 — 216, 2009 — 193, 2010 — 142, 2011 — 136 чол. Природного приросту населення за цей період немає. Щорічно кількість народжених була меншою на 15-25 % від кількості померлих, за винятком 2009 року, коли кількість народжених більше ніж вдвічі перевищила кількість померлих (відповідно 37 проти 17).
За переписом населення 2001 року в селі мешкали 1554 особи.

### Мова
Розподіл населення за рідною мовою за даними перепису 2001 року:
| Мова       | Чисельність | Відсоток |
| ---------- | ----------- | -------- |
| українська | 1552        | 99,23%   |
| російська  | 10          | 0,65%    |
| вірменська | 1           | 0,06%    |
| інші       | 1           | 0,06%    |
| Усього     | 1564        | 100%     |

## Історія

### З давніх часів до 1795 року
Наприкінці XII століття край, де знаходиться село, належав до Дубровицького князівства та володінь князів Чорторийських, розміщувався на пограниччі між Волинським та Турово-Пінським князівствами. Деякий час він був під владою Пінських князів, а в 1220-х роках відвойований Данилом Галицьким у князя Ростислава Пінського.
Погранична територія часто терпіла від війн та наїздів, які велися князями і були в ті часи звичайним явищем. Навіть доходило до вирішення спірних питань на найвищому рівні. Так, 6 квітня 1537 року в Кракові королем Польщі Сигізмундом було затверджено виконане комісарами остаточне розмежування земель між володіннями Пінського замку королеви Бони та володіннями князя Федора Чорторийського. Одним з призначених чотирьох комісарів (по два з кожної сторони) був «озерський намісник пан Богдан Гринкович». Про нього більше нема ніяких відомостей і його відношення до села Озеро на даний час уточнити неможливо. Розмежування володінь йшло від середини р. Стир через верхів'я р. Стубла, озеро Луко і далі через Морочненські болота за Дубровицею в напрямку Пінська. Південніше цієї межі існуючі тоді села Радижево, Хіночі та Липне відносились до володінь князів Чорторийських. Села Озеро в цьому переліку немає. Можливо, воно було віднесено до володінь Пінського замку.
Точний час заснування села невідомий. Перша письмова згадка про нього приводиться в податковому реєстрі дідича Я. К. Паца за 1629 рік, згідно з яким з села Озера виплачено податок за 46 димів. Кількість жителів становила близько 300 чоловік. Це було порівняно велике поселення, більшими були лише Володимирець (220), Городець (142) та Цепцевичі (94 димів). На початку XVII ст. в 1601 році вся Володимиреччина (36 сіл) ймовірно разом із селом Озером була куплена мінським воєводою Я. К. Пацем за 400 тис. польських злотих у князів Чорторийських. Відповідно, село могло бути засноване значно раніше. Про ранній час заснування села говорить і те, що в західній частині озера розміщено насипний острів під назвою «Мур» площею близько 0,5 га, на якому є залишки фундаменту якоїсь давньої мурованої споруди, можливо, невеликого замку. За свідченням старожила села Сличка С. І. (1937 р. н.) ще в 1940-х роках на Муру були залишки частини підвального приміщення будівлі розмірами 4×4 м із цегляною кладкою стін та росли старі великі ясени. Був навіть рідкісний для даної місцевості каштан. Згодом селяни цеглу розібрали, а дерева поспилювали для своїх потреб. Про Мур жителі села ніяких даних не мають крім того, що, за переказами, у будівлі колись була в'язниця. Не знайдено ніяких матеріалів про нього і в польських джерелах. Можливо, походження острова пов'язано з часами князів Дубровицьких-Гольшанських (XII—XIII ст.), столиця яких була в Дубровиці в 30 км від села.
З XII ст. територія, до якої відносилось село, почергово відносилась до Дубровицького князівства, потім Волинського, а після об'єднання його в 1199 році з Галицьким — до Галицько-Волинського. В 1340 році Галицько-Волинське князівство було розділене між Литвою і Польщею. Після Люблінської унії 1569 року Волинь стала частиною Польщі у складі Речі Посполитої, яка, на відміну від Литви, стала насильно поширювати католицизм, що викликало спротив місцевої людності. Можливо, жителі села разом з сусідами с. Кідри брали участь в визвольній війні 1648—1657 рр. під проводом Богдана Хмельницького.
Діловою мовою краю, як і всієї Литви, довго була староукраїнська. Усі судові та адміністративні документи велись цією мовою до початку XVII століття, потім діловодство перейшло на польську мову. Про це свідчать матеріали Книг Луцьких замкових, записових і поточних XV—XVII століть.

### Під владою царської Росії (1795—1917рр.)
Під владою 1-ї Речі Посполитої край, де знаходилось село Озеро, був до 1795 року, часу першого поділу Речі Посполитої, після чого анексоване до складу Російської імперії. Релігійний гніт зменшився, у другій половині XVIII ст. була зведена православна церква, яка згоріла в середині XIX ст., замість якої в 1892 році була збудована існуюча нині Свято-Михайлівська церква. Наприкінці XIX ст. в селі було 135 домів і 842 жителі.
Соціальний гніт як був важким так і залишився. Після реформи 1861 року селяни одержали невеликі наділи, можна було дещо докупити тим, хто мав для цього гроші. А лише один поміщик Диханов в 1911 році мав 1208 десятин землі. У цей час заселились хутори Люта, Любуль, Мости. У 1911 році в селі було 1044 жителі, дві крамниці та початкова школа з викладанням російською мовою. За вживання української мови поза школою вчитель Смородський С. І. карав своїх учнів палицею.
Низьким був рівень охорони здоров'я. Найближча лікарня на 10 ліжок була побудована в Володимирці в 1913 році. У ній практикували два приватних лікарі. У лікарню селяни зверталися рідко через високу плату за обслуговування.
Події Першої світової війни 1914—1918 рр. негативно вплинули на життя селян через великі втрати чоловічого населення. В цей період влада в краї часто змінювалась.

### Часи 2-ї Речі Посполитої (1920—1939рр.)
З кінця 1920 року, а офіційно за Ризьким мирним договором 1921 р. село в складі Волинського воєводства опинилось під владою відновленої Польщі. Польща, зголоднівши за 125 років своєї бездержавності, при мовчазній згоді західноєвропейських держав, почала інтенсивно розбудовувати 2-гу Річ Посполиту, не враховуючи національні інтереси українців та інших народів всупереч мандату Ліги Націй. Були розроблені заходи щодо колонізації краю, які включали повне панування влади польськими урядовцями, насадження польської мови як єдиної державної, фактичної заборони української мови, навіть її назви, називаючи «єнзик рускі», розміщення в регіонах опорних пунктів «польськості» тощо
Особливу роль в колонізації краю повинні бути забезпечити «Осадники». 18.11.1920 р. диктатор Польщі Юзеф Пілсудський запропонував урядові, щоб «частина здобутої (в Україні) землі (названої «кресами всходніми») стала власністю тих, хто зробив її польською». Для цього всім охочим військовим відставникам було надано право безоплатно одержати від 10 до 40 га колишніх російських поміщицьких земель, 5000 злотих допомоги на сім'ю, 80 куб. м. будівельного лісу та дешеві кредити. Для їх захисту був утворений спеціальний Корпус Охорони Пограниччя, а також вони мали право носити зброю. В Озері таких було 6 «осадніків» на найкращих землях північного берега озера — Козира, Свінціцький, Пузьо та ін. Вони були опорою режиму в краї. У селі була початкова школа, у якій навчання повністю велось виключно польською мовою. Відносини між польськими урядниками, «осадніками» та селянами були напруженими. У лютому 1940 року радянською владою «осадніки» були вивезені в Сибір на лісорозробки. Майно було конфісковано на користь держави.

### Друга світова війна (1939—1945рр.)
З початком II Світової війни в вересні 1939 року в село прийшла радянська влада — «перші совєти», яку селяни сприйняли з ентузіазмом. Люди зустрічали воїнів Червоної Армії хлібом-сіллю. Стались деякі зміни — селянам роздали землю, у райцентрі відкрились медичні заклади та школи з українською мовою навчання. У селі почалось створення колгоспу. Але радикальних змін зроблено не було.
Німецькі війська зайняли район 3 липня 1941 року і зразу встановили нові порядки. Були проведені реквізиції майна, накладені податки, введені всякі заборони. Наприклад, категорично заборонялось мати в господарстві жорна та користуватись ними. Непослух жорстоко карався. «Новий порядок» не був сприйнятий селянами. З'явились групи самозахисту, які не дозволяли німцям безкарно грабувати населення. Ці групи злились з «бульбівськими» летючими групами «Поліської Січі» для контртерору проти німців. Особлива активність проявилась з весни 1942 року, коли гітлерівці почали масово вивозити населення на примусові роботи в Німеччину. У відповідь німці посилили репресії. У цей час в Озері було спалено по одній садибі на хуторах Люта та Любуль. Людям вдалося врятуватися. Були депортовані сільські євреї, про долю яких невідомо нічого.
Щоб уникнути вивезення в Німеччину та для боротьби з загарбниками молоді люди йшли в загони «бульбівців», хоча масовим явищем це не було. Згодом в середині 1943 року загони Бульби-Боровця як і Андрія Мельника були примусово злиті з УПА Степана Бандери і тоді почалась мобілізація молоді в УПА. Дехто йшов добровільно з ідеологічних переконань, а дехто через те, що боявся приходу радянської влади після перелому в війні. З відомих подій проти німців, у яких брали участь вихідці з села, була засідка проти німецького обозу з награбованим продовольством в районі лісу під назвою «Чорний ляд» під Володимирцем. Вона була невдалою, два воїни УПА при цьому загинули. Загони УПА мали вишкільну базу в урочищі «Курчина» між Озером та Хіночами. Невеликі групи бійців розміщались на островах серед боліт на півночі села аж до початку 1950-х років.
Становище селян під час війни було дуже важким. Грабували населення німці. Різні озброєні групи людей (від партизан О. Н. Шитова та М. Й. Місюри до вояків УПА «Кори», польських загонів Армії Крайовей та напівбандитських формувань невизначеної орієнтації) теж силою вимагали продуктів харчування, одягу. З домашніх тварин не забирали тільки корову. При низьких врожаях і малопродуктивному господарюванні, характерному для поліських земель, в умовах війни люди практично голодували.
Після переходу лінії фронту на захід була проведена тотальна мобілізація чоловічого населення для скерування їх в бойові частини. На відміну від мобілізованих на Лівобережній Україні призовники з села, в основному, пройшли деяку військову підготовку і в бій пішли більш-менш вишколеними. Але з 152 жителів села, які воювали на фронтах Німецько-радянської війни, загинуло 81 чоловік. Переважно воїни з села брали участь в бойових діях та загинули на території Прибалтики, північної Польщі та в Німеччині. Рядовий Саврук С. І. брав участь в визволенні Варшави та взятті Берліна. 71 чоловік було нагороджено орденами і медалями СРСР.
У цей час радянською владою були кинуті великі військові сили на боротьбу з УПА. Проти погано озброєних та недостатньо вишколених вчорашніх сільських хлопців були кинуті цілі дивізії військ НКВС (МДБ) з літаками, танками, новими системами зв'язку. Упівцям було завдано значних втрат. Були знищені їхні бази. В урочищі Крушини на північ від Озера за Літвицею в травні 1945 року був знищений шпиталь з 25 пораненими вояками та 30 охоронцями, загинуло 42 особи, за іншими даними понад 100 осіб.
У селі була велика напруженість через важкий стан господарки тому, що все чоловіче населення працездатного віку було мобілізовано. Землю обробляли як могли жінки, діти та інваліди війни. Війська УПА могли отримувати продовольство та одяг тільки у селян, що було пов'язано з великим ризиком. Крім того, обидві воюючі сторони примусом та шантажем примушували їх співробітничати з собою. Протилежна сторона старалась цього не допустити і жорстоко за це карала. Радянська влада висилала сім'ї запідозрених в Сибір та в табори ГУЛАГу. В УПА ж не було ні Сибіру, ні таборів, тому карали на місці. Життя в селі в цей час було нестерпним. Невідомо з якого боку могла бути небезпека. Через будь-який наклеп, донос або зайве сказане слово можна було втратити не тільки своє життя, а й життя своєї сім'ї. Крім того, у лісах з'явились спецгрупи псевдобандерівців, які складались з завербованих перебіжчиків та зрадників УПА, добре знайомих з місцевими умовами, під керівництвом офіцерів НКВС. Для дискредитації УПА вони під виглядом «бандерівців» жорстоко розправлялись з тими, кого вважали за потрібне, як правило, з порядними людьми. За неофіційною інформацією їм дозволялось з цією метою знищувати будь-кого крім трьох осіб: 1-го секретаря райкому, начальника райвідділу міліції та прокурора.
Українсько-польські відносини, які завжди були напруженими, особливо в часи 2-ї Речі Посполитої, під час війни ще більше погіршувалися. Воюючі сторони, як німецька так і радянська, всіма силами старались вбити клин між українцями та поляками з вигодою для себе. На початку війни, коли в регіоні місцева поліція формувалась з українців, поляки вважали українців колаборантами. З посиленням німецьких репресій в 1942 році українська поліція перейшла в націоналістичні військові угрупування під керівництвом Т. Бульби-Боровця. На їх місце німці стали залучати поляків. Крім того, поляки охоче йшли в радянські партизанські загони, які з лютого 1943 року одержали з Москви директиву боротись з українськими націоналістичними силами, з якими раніше дотримувались нейтралітету.
При появі перспектив перелому в війні як польська так і українська сторони стали боротися за майбутнє Західної України. Польський емігрантський уряд в Лондоні ще раніше надав директиви для утворення польських військових структур — Армії Крайової (АК) та локальних укріплених районів («пляцувок») в місцях компактного проживання польського населення для підняття повстання з метою збереження Західної України («Kresȯw wschodnich») в складі Польщі. Уже в 1942 році польське підпілля мало на Волині автономну округу АК та 300 озброєних укріплених районів. З іншого боку, керівництво ОУН ставило за мету побудову Української Соборної держави без завойовників-чужинців. Спроби Головної Команди УПА нав'язати контакти з польським підпіллям для упередження неминучого конфлікту не дали результату. Шовіністичне польське керівництво вважало Західну Україну невід'ємною складовою частиною Польщі і на переговори не дало згоди. Вони називали УПА «бандою», яка завжди буде боротися проти цілості кордонів Польщі [16. Т. Бульба-Боровець. Армія без держави. Львів, «Поклик сумління», 1993, с. 157].
На початку 1943 року конфлікти між поляками та українцями досягли апогею. І поляки і українці вимушені були остерігатись нічних нападів з протилежної сторони. Так, жителі північної частини села Озеро ночами переховувались від нападу «мазурів» в урочищі «Перемошня» під захистом груп самооборони [7]. В травні цього року на Зелені свята сотнею «Крука» було здійснено напад на польську колонію Стахівка, яка знаходилась у 4 км на схід від села Озеро. В колонії було 75 садиб з населенням близько 300 чоловік; її захищали озброєні стахівчани, а також бойовики з інших населених пунктів. В бою загинуло 22 поляки, з них кілька дітей, які з переляку вибігли з укриття і попали під кулі. Від повного знищення Стахівку врятували німці, які з Володимирця вчасно прибули на місце бою. В подальшому вони забезпечили оборонців зброєю та деякий час контролювали ситуацію. Однак, конфлікт не вщухав і населення колонії в червні 1943 року вимушено було з усім майном на підводах у супроводі німецького танка виїхати на ст. Антонівка та до інших населених поляками пунктів. Надалі більшість сімей стахівчан виїхала до Німеччини як «остарбайтери» на примусові роботи. Вціліле майно було розібрано селянами навколишніх сіл, а будівлі спалені. З цього часу сусіднє з Озером село — колонія Стахівка перестала існувати.

### Післявоєнний період (1945—1991рр.)
Після закінчення війни в селі була повна розруха. Почалась підготовка до колективізації. Для прискорення вступу селян в колгосп на індивідуальні господарства накладались великі податки, які щороку збільшувались. Особа фінагента була найбільш ненависною в селі. Нарешті в 1948 році був заснований колгосп ім. Хрущова, який довгий час був малопродуктивний. На трудодні видавались мізерна кількість зерна, якого не вистачало навіть на короткий час. Люди виживали за рахунок присадибних ділянок площею не більше 0,6 га, яких не було чим обробляти. Були ліквідовані хутори, садиби перевезені в село.
Під час голоду 1946-47 рр. в село прибувало багато голодних людей зі східних регіонів України і навіть з Калужської області Росії. Попри нестатки, жителі села чим могли тим допомагали їм вижити, купуючи у них всякий дрібний крам за продукти. Якоїсь неприязні або ворожнечі до них не було, їм співчували. Не зачіпали їх і бойовики УПА.
Відновлення радянської влади після війни проходило з опором з боку загонів УПА, які робили диверсії та були проти вступу селян в колгоспи, а школярів у піонери та комсомольці. Було двічі спалено будинки, де розміщувалась сільрада. У травні 1949 року бойовиками УПА біля церкви в центрі села було зроблено засідку на учасників засідання партосередку КП(б)У. При цьому було вбито вчителя Чопика А. М., а озброєний фінансовий агент Кравчук, за яким стежили бойовики, убив одного з нападників, бойовика УПА, жителя села Якима С. В квітні 1945 року в урочищі Турське між селами Озеро та Новаки було розбито угрупування УПА, де загинуло 9 бойовиків, в полон взято 3 чоловіка, двоє з них з села Озеро. Перед тим один з жителів села, помітивши упівців, телефоном повідомив про це районному командуванню військ НКВС, які двома групами з боку сіл Каноничі та Новаки оточили та розгромили загін УПА. Командир загону виходець з села Озеро Гайдиш Михайло Мусійович («Вихор»), знищивши документи, застрелився сам. Через деякий час Службою Безпеки УПА вся сім'я інформатора була скарана на смерть. При цьому малого хлопчика відвели до сусідів і залишили живим. У післявоєнні роки в село було прислано багато вчителів та медпрацівників зі Східної України, яких бойовики УПА не зачіпали.
Попри всі труднощі життя в селі змінювалося. В 1945 році в пристосованих приміщеннях (в будинках виселених в Сибір селян та колишній єврейській дерев'яній синагозі) відкрилась семирічна школа, у перший клас якої записалось близько 40 чол. Першою вчителькою початкових класів була випускниця Новгород-Сіверського педучилища молодий спеціаліст Курганська (Андрієвська) Т. П. Пізніше вчителями були Кулик Н. І., Ішутченко М. М., Якобчук М. В., директором — Шепілова. Через життєві труднощі закінчило семирічку лише 16 чоловік. З перших двох випусків школи близько 15 чоловік одержали середню спеціальну освіту агрономів, культпрацівників, медиків, педагогів, гірничих техніків-електромеханіків. Перший випускник школи одержав вищу освіту педагога в 1960-му (Кремезь В. П.), другий — гірничого інженера в 1962-му (Саврук Й. С.) роках. Два випускники Бацюсь П. К. та Волочнюк М. Д. успішно працювали на господарчій роботі — головами колгоспів. На шахтах працювали гірничі техніки Стібиш І. Н. (м. Донецьк), Марківський Є. В. (м. Червоноград Львівської обл.) та інженер Саврук Й. С. (м. Брянка Луганської обл. та Червоноград Львівської обл). З випускників школи наступних років найбільш відомими є доктор фізично-математичних наук, професор, член-кореспондент Національної академії наук України Кладько В. П. — заступник директора Інституту фізики напівпровідників НАН України (випуск 1974 р.), який проживає та працює в м. Києві; письменник і перекладач з німецької Михалко Скаліцкі (1959 р), автор повісті «Амінь» та збірки «Музічка», проживає в м. Миколаєві. Виходець з села в другому поколінні кандидат економічних наук Саврук О. Й. очолює Києво — Могилянську бізнес-школу (Kmbs). Згідно з офіційною шкільною статистикою за період 1952—2013 рр. 342 випускники школи (кількість потребує уточнення) закінчили вищі навчальні заклади.
У 1972 році школа стала середньою, для якої в тому ж році було побудоване нове сучасне приміщення. У навчальному 2012—2013 році в школі навчався 221 учень, з них 19 випускників 11-го класу. Школа має вихід в Інтернет і  сторінка школи в соціальній мережі. Через високу дорожнечу вартості навчання та корумпованість вищої школи багато сільських випускників не бачать перспективи одержати вищу освіту. На початку 50-х років у селі відкрився фельдшерсько-акушерський пункт, пізніше — пологове відділення, яке організувала молодий спеціаліст випускниця Прилуцького медучилища Дейко Г. А., клуб з бібліотекою. Була прокладена брукована дорога від райцентру до села. В 1959 році відкрилась автодорога Володимирець-Антонівка, яка зв'язала село і райцентр з залізницею.
Сільських підлітків через військкомат та навіть через облави відправляли в школи ФЗН на шахти Донбасу, з яких там залишалось небагато. Також через важке економічне становище багато молоді виїжджало на сезонні роботи в Херсонську та Кіровоградську області. Деякі там і залишалися, особливо дівчата, які повиходили заміж за місцевих жителів.
Пізніше колгосп було перейменовано в «Жовтень», за ним було закріплено близько 5000 га землі, у тому числі 1200 га орної, меліоровано 1342 га заболочених земель. Господарство колгоспу стало спеціалізуватись в льонарсько-тваринницькому напрямі. Особливо значних успіхів було досягнуто в 1970—1980-х роках, коли головою колгоспу працювали А. С. Рижий, а головним агрономом — Л. Л. Мороченець (Стібиш). Були прокладені автодороги, побудовані школа, будинок сільської управи, новий клуб. Багато жителів села побудували нові будинки. Ряд колгоспників було нагороджено урядовими нагородами, а ланковій льонарської ланки К. О. Тишковець присвоєно звання Герой Соціалістичної Праці.
У селі з кінця XIX століття діяла Свято-Михайлівська православна церква, у якій в 1961 році припинилися богослужіння, а в 1963 році вона була знята з реєстрації і запланована під клуб. Церковна атрибутика була вилучена і вивезена. Пізніше планувалось зробити з неї колгоспне сховище, але завдяки злагодженим діям громади та голови колгоспу А. С. Рижого в церкві замість сховища організували музей. Попри неодноразові візити «ходоків» села в Москву до Патріарха, церква була відкрита тільки напередодні 1000-ліття Хрещення Русі в 1988 році. Нині при церкві зареєстрована і діє релігійна громада Свято-Михайлівської парафії Сарненської єпархії УПЦ (МП). Також у селі діє релігійна громада Християн Віри Євангельської.

## Побут селян та благоустрій села
Загалом село має хороший та здоровий вигляд. У селі побудовано ряд будинків нової сучасної архітектури, є хороша відпочинкова база — озеро, де в неділю відпочиває молодь. У селі є повний набір розважальних закладів. Старші люди ходять в церкву та Дім молитви ХВЄ. Побут села типово поліський, традиційний. Село має добре автобусне сполучення з районним та обласним центрами, містами Вараш та Сарни, проводовий та мобільний телефонний зв'язок, інтернет. В листопаді 2013 року введено в дію Амбулаторію загальної практики сімейної медицини.
У селі встановлено пам'ятник загиблим воїнам в Великої Вітчизняної війні, в урочищі Турське між селами Озеро та Новаки встановлено пам'ятний хрест на символічній могилі вояків УПА, які загинули в бою з НКВС в 1945 році.

## Політичні переконання
За даними ЦВК України про це свідчили результати голосування на останніх виборах Президента та депутатів Верховної Ради України.
Так, на виборах Президента в 2010 році, при повторному голосуванні 07.02.2010 р. за Тимошенко Ю. В., як кандидата від опозиції, проголосувало 74,15 %, за Януковича В. Ф. — 21,91 % виборців (дільниця № 43 округу № 157). На виборах в Верховну Раду в 2012 році із загальної кількості виборців 1064 осіб за парламентські політичні партії проголосувало 660 (дільниця 560091 ОВО № 155), з них виборців:
- За партію «Батьківщина» —   270 (40,9 %)
- За Партію регіонів — 125 (18,9 %)
- За партію «Удар» — 66 (10,0 %)
- За ВО «Свобода» — 78 (11,8 %)
- За КПУ — 60 (9,1 %)
- За «Нашу Україну» — 26 (3,9 %)

Отже, за правоцентристські партії проголосувало 2/3 виборців (66,6 %), за Партію регіонів — 18,9 %, за Компартію України — 9,1 %.
На виборах Президента України 25.05.2014 з 1054 виборців за списком проголосували 803 чол. Згідно з даними ЦВК України, з них:
- За Порошенка П. О. — 540 виборців (67,25 %)
- За Тимошенко Ю. В. — 115 (14,32 %)
- За Ляшка О. В. — 76 (9,46 %)
- За Тягнибока О. Я. — 8 (1,0 %)
- За Рабиновича В. З. — 2 (0,002 %).

Крім того, за 4 кандидатів проголосувало по 1 виборцю, а за 6 — ні одного.

### Село Озеро сучасне
Сучасне село Озеро — населений пункт, оточений серпанком соснових та мішаних лісів, широкими ланами, пасовищами та приватними земельними паями. Станом на початок 2022 року в селі налічується приблизно 590 дворів, зареєстровано та проживає близько півтори тисячі громадян. За віковим складом — населення доволі молоде. Кожний четвертий — юного віку.
У селі діє ліцей (повна назва — Озерський ліцей Каноницької сільської ради), який восени 2021 року відзначив 50 років функціонування у новій двоповерховій будівлі. Очолює навчальний заклад Чашка Марія Іванівна (з 1996 року), випускниця цієї школи. У ліцеї здобувають освіту 200 дітей. Якісна освіта традиційно є пріоритетом у місцевого населення.
Інфраструктура села в стані позитивної динаміки. На території населеного пункту функціонує: Будинок культури, амбулаторія загальної практики сімейної медицини, 4 магазини («Озерчанка», «Нектар», «Росинка», «Крамниця»), 2 бари («Бодетаун», «Серпанок»); гуртки художньої самодіяльності (хореографічний, народної творчості та ужиткового мистецтва, театральний); спортивні секції (баскетбольна, волейбольна). Центр села прикрашає старовинна архітектурна культова споруда — діюча Свято-Михайлівська церква, збудована декілька століть тому. Її високі, відреставровані шпилі видніються ще за межами села, щойно дозволять високі сосни «Гребельки» .
Транспортне забезпечення відповідає запитам громади. Впродовж доби здійснюються такі автобусні маршрути: один транзитний, сполученням Вараш-Рівне та шість за маршрутом Озеро-Вараш. Частина дороги, що сполучає село з сусіднім населеним пунктом району — с. Новаки, давно застаріла і потребує сучасного досконалого покриття.
Економічно активна частина населення задіяна в галузі освіти, медицини, торгівлі, приватного підприємництва та місцевого самоврядування.
Кожне шосте господарство села має свій власний легковий автомобіль. Багато господарств мають у приватній власності транспортний засіб сільськогосподарського призначення.

## Відомі особи
У селі народилися:
- Кладько Василь Петрович (1957—2022) — український фізик, член-кореспондент Національної академії наук України, доктор фізико-математичних наук, професор, заступник директора Інституту фізики напівпровідників ім. В. Лашкарьова НАН України[23][24]. Розстріляний російськими окупантами у Ворзелі 13 березня 2022 року.
- Михалко Скаліцкі (нар. 1959) — український письменник, перекладач, критик.
- Тишковець Килина Олексіївна (1919—1987) — новатор сільськогосподарського виробництва, ланкова колгоспу «Дружба» (потім — «Жовтень») Володимирецького району Рівненської області. Депутат Верховної Ради УРСР 6—8-го скликань (1963—1975). Герой Соціалістичної Праці.

Пов'язані з селом:
• Однорог" - сотенний УПА. Під час запеклого бою з німцями поблизу с. Озеро Володимирецького р-ну Рівненської обл. невідомого числа 1943 р. потрапив у полон і доля невідома. Інших даних не виявлено.